# تايلر آدمز
تايلر آدمز (بالإنجليزية: Tyler Adams) (14 فبراير 1999 بوابينغرز في الولايات المتحدة - ) هو لاعب كرة قدم أمريكي في مركز الدفاع. شارك مع منتخب الولايات المتحدة تحت 17 سنة لكرة القدم ومنتخب الولايات المتحدة لكرة القدم. أما مع النوادي، فقد لعب مع نيويورك ريد بولز ونيو يورك ريد بولز 2.

## وصلات خارجية
- تايلر آدمز على موقع الاتحاد الأوربي (الإنجليزية)
- تايلر آدمز على موقع الدوري الأمريكي (الإنجليزية)
- تايلر آدمز على موقع قاعدة بيانات كرة القدم.إي يو (الإنجليزية)
- تايلر آدمز على موقع ليكيب (الفرنسية)
- تايلر آدمز على موقع ناشيونال فوتبول تيمز (الإنجليزية)
- تايلر آدمز على موقع Soccerbase.com (لاعب) (الإنجليزية)
- تايلر آدمز على موقع Soccerway.com (الإنجليزية)
- تايلر آدمز على موقع عالم كرة القدم.نت (الإنجليزية)
- تايلر آدمز على موقع AS.com (الإسبانية)